# عزلة الاقحوز (تعز)
العزاله الان تعاني من فقر كبير جدا في عام 2025 ليس هناك الطعام الكافي .